# Rudy Macklin
Durand "Rudy" Macklin (Louisville, Kentucky, 19 de febrero de 1958) es un exjugador de baloncesto estadounidense que disputó tres temporadas en la NBA. Con 2,01 metros de estatura, jugaba en la posición de alero.

## Trayectoria deportiva

### Universidad
Jugó durante cinco temporadas, aunque una de ellas la pasó casi totalmente en blanco por una lesión, con los Tigers de la Universidad Estatal de Louisiana, en las que promedió 16,9 puntos y 10,4 rebotes por partido. Ya en su primer partido como universitario, consiguió capturar 32 rebotes ante Tulane, lo cual constituye hoy en día un récord de la universidad. Acabó su carrera como líder histórico en rebotes y como segundo mejor anotador, por detrás de Pete Maravich. En 1978, 1980 y 1981 fue incluido en el mejor quinteto de la Southeastern Conference.
El 6 de febrero de 2010, en el descanso de un partido ante Kentucky, Macklin se convirtió en el cuarto jugador de LSU en ver retirada su camiseta como homenaje. Su número 40 se une al 23 de Pete Maravich, el 33 de Shaquille O'Neal y el 50 de Bob Pettit.

### Profesional
Fue elegido en la quincuagésimo segunda posición del Draft de la NBA de 1981 por Atlanta Hawks, donde en su primera temporada llegó a ser titular en 32 ocasiones, promediando 7,0 puntos y 3,3 rebotes por partido. Su segunda temporada fue algo más floja, promediando 6,0 puntos y 2,6 rebotes por partido.
Antes del comienzo de la temporada 1983-84 fue traspasado a New York Knicks a cambio de Sly Williams, pero debido a unos calambres musculares crónicos solo llegó a disputar ocho partidos antes de ser cortado, en los que promedió 4,4 puntos y 1,4 rebotes.

## Estadísticas de su carrera en la NBA

### Temporada regular
| Temporada | Edad | Equipo          | Liga | P   | TIT | MIN  | TC  | TCA | %TC  | 3P  | 3PA | %3P  | TL  | TLA | %TL  | R.OF. | R.DEF. | REB | ASIS | ROB | TAP | PER | FP  | PTS |
| 1981-82   | 23   | Atlanta Hawks   | NBA  | 79  | 32  | 19.2 | 2.7 | 6.1 | .434 | 0.0 | 0.0 | .000 | 1.7 | 2.2 | .775 | 1.4   | 1.9    | 3.3 | 0.6  | 0.5 | 0.3 | 1.4 | 2.8 | 7.0 |
| 1982-83   | 24   | Atlanta Hawks   | NBA  | 73  | 20  | 16.0 | 2.3 | 4.9 | .472 | 0.0 | 0.1 | .000 | 1.4 | 1.8 | .771 | 1.2   | 1.4    | 2.6 | 1.0  | 0.6 | 0.1 | 1.2 | 2.6 | 6.0 |
| 1983-84   | 25   | New York Knicks | NBA  | 8   | 0   | 8.1  | 1.5 | 3.8 | .400 | 0.0 | 0.0 |      | 1.4 | 1.6 | .846 | 0.6   | 0.8    | 1.4 | 0.4  | 0.1 | 0.0 | 0.8 | 2.1 | 4.4 |
| Total     |      |                 | NBA  | 160 | 52  | 17.2 | 2.5 | 5.5 | .449 | 0.0 | 0.0 | .000 | 1.5 | 2.0 | .776 | 1.3   | 1.6    | 2.9 | 0.8  | 0.5 | 0.2 | 1.3 | 2.7 | 6.4 |

### Playoffs
| Temp.   | Edad | Equipo        | Liga | P | MIN | TCA | TC | 3PA | 3P | TLA | TL | R.OF. | REB | ASIS | ROB | TAP | PER | FP | PTS | %TC  | %3P  | %FT   | MIN  | PTS  | REB | AST |
| 1981-82 | 23   | Atlanta Hawks | NBA  | 2 | 30  | 4   | 8  | 0   | 1  | 6   | 6  | 3     | 3   | 1    | 0   | 0   | 2   | 6  | 14  | .500 | .000 | 1.000 | 15.0 | 7.0  | 1.5 | 0.5 |
| 1982-83 | 24   | Atlanta Hawks | NBA  | 3 | 78  | 11  | 24 | 0   | 0  | 8   | 10 | 4     | 15  | 2    | 2   | 2   | 5   | 12 | 30  | .458 |      | .800  | 26.0 | 10.0 | 5.0 | 0.7 |
| Total   |      |               | NBA  | 5 | 108 | 15  | 32 | 0   | 1  | 14  | 16 | 7     | 18  | 3    | 2   | 2   | 7   | 18 | 44  | .469 | .000 | .875  | 21.6 | 8.8  | 3.6 | 0.6 |